# Mistrzostwa Europy U-19 w Piłce Nożnej Kobiet 2024 (eliminacje)/Runda 1 Grupa B4
W Grupie B4 eliminacji do Mistrzostw Europy U-19 2024 brały udział następujące zespoły:
- Armenia U-19
- Luksemburg U-19
- Macedonia Północna U-19
- Ukraina U-19

## Stadiony
| Armawir          | Mapa miast-gospodarzy | Abowian          |
| ---------------- | --------------------- | ---------------- |
| Armavir Stadium  | ArmawirAbowian        | Stadion Kotajk   |
| Pojemność: 3 300 | ArmawirAbowian        | Pojemność: 5 500 |
|                  | ArmawirAbowian        |                  |

## Tabela
| Reprezentacja           | M | W | R | P | Br+ | Br- | +/- | Pkt. |
| ----------------------- | - | - | - | - | --- | --- | --- | ---- |
| Ukraina U-19            | 3 | 3 | 0 | 0 | 14  | 1   | +13 | 9    |
| Macedonia Północna U-19 | 3 | 2 | 0 | 1 | 11  | 2   | +9  | 6    |
| Armenia U-19            | 3 | 1 | 0 | 2 | 1   | 12  | -11 | 3    |
| Luksemburg U-19         | 3 | 0 | 0 | 3 | 0   | 11  | -11 | 0    |

## Wyniki
| 24 października 2023 12:00 CET | Luksemburg U-19 | 0:4(0:2)Raport | Macedonia Północna U-19 · 20' Sela · 45+3' Paneska · 52' Pavlovska · 67' Meijer | Armavir Stadium, Armawir Sędzia: Olivia Tschon |
|                                |                 |                |                                                                                 |                                                |

| 24 października 2023 15:00 CET | Ukraina U-19 · Zaborovets 20' · Ptytsyna 22' · Serbuk 37' · Borovska 51', 74' · Fedorenko 73' | 6:0(3:0)Raport | Armenia U-19 | Stadion Kotajk, Abowian Sędzia: Oxana Cruc |
|                                |                                                                                               |                |              |                                            |

| 27 października 2023 12:00 CET | Ukraina U-19 · Ptytsyna 11', 52' · Nevar 14' · Fedorenko 60', 68' · Serbuk 90' | 6:0(2:0)Raport | Luksemburg U-19 | Armavir Stadium, Armawir Sędzia: Maïka Vanderstichel |
|                                |                                                                                |                |                 |                                                      |

| 27 października 2023 15:00 CET | Macedonia Północna U-19 · Sela 22', 48', 62' · Paneska 45+2', 78', 90+1' | 6:0(2:0)Raport | Armenia U-19 | Stadion Kotajk, Abowian Sędzia: Olivia Tschon |
|                                |                                                                          |                |              |                                               |

| 30 października 2023 12:00 CET | Macedonia Północna U-19 · Sela 5' | 1:2(1:2)Raport | Ukraina U-19 · 17' (k) Radionova · 28' Serbuk | Armavir Stadium, Armawir Sędzia: Maïka Vanderstichel |
|                                |                                   |                |                                               |                                                      |

| 30 października 2023 12:00 CET | Armenia U-19 · Kostanyan 40' | 1:0(1:0)Raport | Luksemburg U-19 | Stadion Kotajk, Abowian Sędzia: Oxana Cruc |
|                                |                              |                |                 |                                            |

## Strzelczynie

### 5 goli
- Vesa Sela

### 4 gole
- Biljana Paneska

### 3 gole
- Anhelina Fedorenko
- Maryna Ptytsyna
- Liliana Serbuk

### 2 gole
- Diana Borovska

### 1 gol
- Lusine Kostanyan
- Simona Rebekka Meijer
- Jovana Pavlovska
- Myroslava Nevar
- Viktoriia Radionova
- Lidiia Zaborovets